# Hồ Thanh Tự
Hồ Thanh Tự (sinh năm 1959) là một sĩ quan cấp cao trong Quân đội nhân dân Việt Nam, hàm Thiếu tướng, hiện là Cục trưởng Cục Chính trị, Bộ Tổng Tham mưu

## Thân thế và binh nghiệp
Trước 2014, ông từng giữ chức Chính ủy Bộ chỉ huy quân sự tỉnh Quảng Trị, Quân khu 4.
Năm 2014, ông được điều động, bổ nhiệm giữ chức Phó Cục trưởng Cục Chính trị, Bộ Tổng Tham mưu
Tháng 6 năm 2015, bổ nhiệm giữ chức Cục Chính trị, Bộ Tổng Tham mưu, Phó Bí thư Đảng ủy Bộ Tổng Tham mưu.
Tháng 4 năm 2019, ông nghĩ chờ hưu.
Thiếu tướng (2015)